# Robert Langer
Robert Langer (Albany, EUA 1948) és un enginyer químic i professor universitari estatunidenc especialista en biotecnologia.

## Biografia
Va néixer el 29 d'agost de 1948 a la ciutat d'Albany, capital de l'estat de Nova York. Va estudiar enginyeria química a la Universitat Cornell, i posteriorment es doctorà en l'Institut Tecnològic de Massachusetts (MIT), d'on és actualment professor.

## Recerca científica
Ajudant de Judah Folkman entre 1974 i 1977, posteriorment es distingí com a investigador de la biotecnologia, especialment en els àmbits dels sistemes de subministrament de drogues i l'enginyeria de teixits. És considerat un pioner de moltes noves tecnologies, incloent els sistemes de subministrament transdermals, que permeten l'administració de medicaments o l'extracció dels anàlits del cos a través de la pell amb agulles o altres mètodes invasius. Juntament amb el seu grup de recerca ha fet importants avanços en l'enginyeria de teixits, com la creació de l'enginyeria vascularitzada de teixits musculars i dels vasos sanguinis.
El juny de 2008 ha estat guardonat amb el Premi Príncep d'Astúries d'Investigació Científica i Tècnica, juntament amb Sumio Iijima, Shūji Nakamura, George Whitesides i Tobin Marks, pels seus treballs al voltant de la nanotecnologia.